# 8465 Bancelin
8465 Bancelin eller 1981 EQ31 är en asteroid i huvudbältet som upptäcktes den 2 mars 1981 av den amerikanska astronomen Schelte J. Bus vid Siding Spring-observatoriet. Den är uppkallad efter David Bancelin.
Asteroiden har en diameter på ungefär 8 kilometer.